# Earthphonia
Earthphonia è il primo album in studio del musicista e produttore Max Casacci, noto chitarrista dei Subsonica, pubblicato nel 2020.

## Descrizione
Si tratta di un album di musica d'ambiente registrato senza un solo strumento musicale. I brani sono frutto di suoni della natura registrati concretamente, successivamente campionati e trasformati in melodie, armonie e ritmo.
In alcune versioni sono presenti 9 tracce, con in aggiunta alle altre 8 che compongono l'album, una variante di Strombolian Activity realizzata insieme ad Alfio Antico dal titolo Strombolian Human Activity.

## Tracce
1. Delta (Sounds from air)
2. Watermemories (Sounds from water)
3. Ta'Cenc (Sounds from stones)
4. Oceanbreathe (Sounds from the sea)
5. Roots Wide Web (Sounds from plants)
6. Strombolian Activity (Sounds from volcanos)
7. Queen (Sounds from bees)
8. Terre Alte (Sounds from the mountains)

## Formazione
- Max Casacci - Campionamenti, registrazioni, produzione, missaggio

### Collaboratori
- Mariasole Bianco (onlus Worldrise) - Registrazioni (Oceanbreathe)
- Mario Tozzi - Registrazioni (Strombolian Activity)